# 大沽船坞
大沽船坞位于天津市滨海新区（塘沽区）大沽坞路27号，由此设立北洋水师大沽船坞遗址纪念馆。
始建于1880年，是清朝洋务运动的产物，是继马尾船政局、上海江南制造总局之后中国近代第三所造船厂，也是中国北方最早的船舶修造厂和重要军工基地。大沽船坞作为目前天津洋务运动唯一的遗址。2013年，以北洋水师大沽船坞遗址之名被中华人民共和国国务院批准为全国重点文物保护单位（近现代重要史迹及代表性建筑）。2018年1月，列入中国工业遗产保护名录第一批名单。

## 内部链接
- 洋务运动
- 马尾船政局
- 上海江南制造总局